# 최한경
최한경(1974년 11월 20일 ~)은 삼성 라이온즈의 전 야구 선수다.
한편, 프로 2년째인 1994년 151km의 강속구를 앞세워 6승(모두 구원) 7패 9세이브를 기록했으나 속구를 던질 수 있다는 것 때문에 5회부터 등판하고 선발로도 나오는 등 엄청난 혹사를 당했으며 다음 해인 1995년에는 방위복무 때문에 홈경기에만 등판했다.
더군다나, 1995년에는 선발로 키우려 시도했던 선수들이 무너지자 코칭스태프가 본인(최한경)을 선발 기용하는 강수를 뒀는데 갑작스런 선발 전향에도 7승(6선발) 4패의 성적을 거뒀지만 ERA가 5.70으로 부진한 데다 130km로 직구 구속이 떨어졌고 1996년에는 1승(구원) 2패에 그쳤으며 다음 해인  1997년 어깨부상을 당하여 이 때부터 한 차례도 출전하지 못했고 1999년 타자 전향을 시도했으나 실패하여 같은 해 말 삼성에서 방출된 뒤 LG에서 타자로 1군 복귀를 시도했지만  1년 만에 방출되어 은퇴했다.

## 출신 학교
- 대해초등학교
- 포항중학교
- 포항제철공업고등학교

## 등번호
- 75 (1993~1995)
- 29 (1996~1999)

## 같이 보기
- 1993년 삼성 라이온즈 시즌